# St. Michael (Opladen)
Die römisch-katholische Kirche St. Michael wurde 1939 im Norden der damaligen Stadt Opladen errichtet und war bis 2009 Sitz der gleichnamigen Pfarrgemeinde.

## Geschichte
1937 musste die Opladener Pfarrgemeinde St. Remigius dem Druck der nationalsozialistischen Stadtverwaltung nachgeben und das katholische Vereinshaus (heute Stadthalle Opladen) zum Preis von 150.000 Reichsmark verkaufen. Es gelang der Gemeinde jedoch, im Rahmen des Verkaufs Zusagen der Stadt für den Bau einer Kirche im Norden Opladens und für die Bereitstellung des entsprechenden Baumaterials zu erhalten. Der Grundstein der Kirche wurde am 13. November 1938 gelegt und die Kirche nach Entwürfen von Bernhard Rotterdam erbaut. Am 15. Oktober 1939 wurde sie geweiht.
Die Gemeinde wurde am 30. September 1939 zunächst als Rektorat von St. Remigius eingerichtet und am 1. Mai 1954 zur selbständigen Pfarrei erhoben. 1957 wurde ein Kindergarten errichtet, 1964 das Pfarr- und Jugendheim. Seit 1987 wurde die Pfarrei durch Priester von St. Remigius mitbetreut, seit 1998 gehörte sie zum Pfarrverband Opladen.
Zum 1. Januar 2010 haben sich die Gemeinden Hl. Drei Könige, St. Elisabeth, St. Engelbert, St. Michael und St. Remigius aufgelöst und zur neuen Pfarrgemeinde St. Remigius Opladen zusammengeschlossen. Ab dem 1. September 2022 bildet die Pfarrei St. Remigius mit der Pfarrei St. Maurinus und Marien den Sendungsraum St. Maurinus und Marien und St. Remigius mit gemeinsamem Seelsorgerteam und insgesamt sieben Kirchorten.

## Glocken
Im Jahr der Kirchweihe lieferte die Glockengießerei Otto drei Bronzeglocken für die neuerrichtete Michaelskirche. Zwei der drei Glocken wurden kurz darauf im Zweiten Weltkrieg beschlagnahmt und eingeschmolzen. Nur die kleine cis-Glocke blieb der Gemeinde. Zehn Jahre später wurde das Geläut durch den Guss von zwei neuen OTTO-Glocken wieder zu einem dreistimmigen Geläut ergänzt.
| Nr. | Name             | Gussjahr | Gießer                                          | Durchmesser (mm) | Masse (kg) | Schlagton (HT-1/16) | Inschrift                                          |
| 1   | Michael-Glocke   | 1959     | Karl (III) Otto, Glockengießerei Otto           | 944              | 575        | gis1 +8             | + MICHAEL, SCHÜTZE KIRCHE UND VATERLAND + 1959     |
| 2   | Don-Bosco-Glocke | 1959     | Karl (III) Otto, Glockengießerei Otto           | 795              | 350        | h1 +8               | + DON BOSCO, FÜHRE DIE DEUTSCHE JUGEND ZU CHRISTUS |
| 3   | Marien-Glocke    | 1939     | Ernst Karl (Karl II) Otto, Glockengießerei Otto | 728              | 250        | cis2 +8             | MARIA BITTE FÜR UNSERE PFARRFAMILIE                |